# 徐钟祥
徐钟祥（1927年—1990年），男，直隶（今河北）博野人，中华人民共和国军事人物，中国人民解放军中将，曾任国防大学教育长。